# Stenanona stenopetala
Stenanona stenopetala är en kirimojaväxtart som först beskrevs av John Donnell Smith och som fick sitt nu gällande namn av George Edward Schatz.
Stenanona stenopetala ingår i släktet Stenanona och familjen kirimojaväxter. Inga underarter finns listade i Catalogue of Life.